# 鍜治雅和
鍜治 雅和（かじ まさかず、1957年（昭和32年）4月 - ）は、海上自衛官。第20代潜水艦隊司令官。

## 経歴
神奈川県立横須賀高等学校（高28期）を経て、防衛大学校を1980年3月（第24期）に卒業。海上自衛隊へ入隊する。第27護衛隊司令、護衛艦隊司令部幕僚長、第3護衛隊群司令、呉地方総監部幕僚長、海上自衛隊第1術科学校長、潜水艦隊司令官などを歴任し、2015年8月4日退官。
高校時代、日本の古典やギ・ド・モーパッサンの小説から太宰治や大森実の著作までを読みあさる読書家であった。また、鍜治の後に第1術科学校長に就いた徳丸伸一は横須賀高校の一年後輩である。

## 略歴
- 1980年（昭和55年）3月：防衛大学校第24期卒業、海上自衛隊に入隊
- 1994年（平成6年）7月：2等海佐に昇任
- 1995年（平成7年）12月：なつしお艦長
- 1999年（平成11年）1月：1等海佐に昇任
- 2002年（平成14年）8月1日：第27護衛隊司令
- 2003年（平成15年）
  - 8月20日：海上幕僚監部防衛部防衛課勤務
  - 9月25日：海上幕僚監部防衛部防衛課防衛調整官兼ねて海上自衛隊幹部学校勤務
- 2005年（平成17年）7月28日：海上幕僚監部防衛部防衛課長
- 2006年（平成18年）3月27日：海将補に昇任、護衛艦隊司令部幕僚長に就任
- 2007年（平成19年）7月3日：第39代第3護衛隊群司令に就任[2]
- 2008年（平成20年）12月1日：防衛監察本部監察官に就任
- 2009年（平成21年）12月7日：呉地方総監部幕僚長
- 2011年（平成23年）4月27日：第1術科学校長に就任
- 2013年（平成25年）8月22日：海将に昇任、第20代潜水艦隊司令官に就任
- 2015年（平成27年）8月4日：退官